# Masaaki Koido
Masaaki Koido (japanisch 小井土 正亮 Koido Masaaki; * 9. April 1978 in der Präfektur Gifu) ist ein ehemaliger japanischer Fußballspieler.

## Karriere
Koido erlernte das Fußballspielen in der Schulmannschaft der Kakamihara High School und der Universitätsmannschaft der Universität Tsukuba. Seinen ersten Vertrag unterschrieb er 2001 bei den Mito HollyHock. Der Verein spielte in der zweithöchsten Liga des Landes, der J2 League. Für den Verein absolvierte er sechs Ligaspiele. Ende 2001 beendete er seine Karriere als Fußballspieler.